# معركة أبو عجيلة
معركة أبو عجيلة وتعرف كذلك باسم معركة أم قطف كانت معركة ضمن معارك حرب 1967 في شبه جزيرة سيناء؛ وقعت في يوم 5-6 يونيو بين الجيش الإسرائيلي والجيش المصري وانتهت بهزيمة الأخير. تعد هزيمة الجيش المصري في هذه المعركة عاملاً أساسيًا في خسارة شبه جزيرة سيناء بالكامل؛ حيث احتلتها القوات الإسرائيلية في الأيام التالية من الحرب.

## الخلفية التاريخية
شكل الهجوم الإسرائيلي على أبو عجيلة جزءًا من العدوان الإسرائيلي على صحراء سيناء. وقاد هذا الهجوم القيادة الجنوبية المكونة من ثلاثة فروع تحت قيادة ثلاثة لواءات؛ هم يسرائيل طال وأفراهام يوفي وأرئيل شارون. وكجزء من خطة القيادة الجنوبية الإسرائيلية، أصدر شارون أوامره بالسيطرة على ملتقى الطرق في منطقة أبو عجيلة لكسب إمكانية الوصول إلى الطريق الرئيسي لصحراء سيناء. وهذا يفسر الاستعدادات الضخمة التي اتخذها المصريون لمنع حدوث أي اختراق لهذه المنطقة. وركزت الدفاعات المصرية على هضبة أم كاتف شرق أبو عجيلة، وتبعد حوالي 25 كم عن الحدود الإسرائيلية. وكان الدفاعات جزءًا مهمًا من خطة الدفاع الشاملة التي تسمى القاهر استعدادًا للحرب المتوقعة، والتي باتت تعرف لاحقًا باسم حرب الأيام الستة.

## قدرة القوات المقابلة
بلغ عدد القوات الإسرائيلية حوالي 14000 جندي. وقدرت القوات المصرية بنحو 8000 جندي. والأهم من ذلك، إن الجانب الإسرائيلي كان متفوقًا بدرجة كبيرة من حيث التسليح:، فقد كان الجيش المصري يقاتل بـ66 دبابة تعود إلى فترة الحرب العالمية الثانية طراز تي 34/85 بمدافع 85 ملم و22 دبابة إس يو 100 بمدافع 100 ملم، مقابل تسليح الجانب الإسرائيلي بـ150 دبابة حديثة: إيه إم إكس-13 بمدافع 75 ملم، بالإضافة إلى مئات دبابات سنتوريون وسوبر شيرمان المسلحة بمدافع 105 ملم. وكانت المدافع المستخدمة في دبابات سنتوريون مدافع دبابات نوع إل7 من تصنيع الشركة البريطانية رويال أوردنانس، والمصنعة خصيصًا للتغلب على دبابة تي-54، وهي أحدث من نوعي الدبابات اللتين استخدمتهما القوات المصرية في هذه المعركة. وعلى الجانب الآخر، كانت أفضل مدافع دبابات متوفرة مع القوات المصرية ومستخدمة من قِبل 22 مدمرة دبابة إس يو-100 هي سلاح مدفعية دبليو دبليو 2 حديث تفوق عليها الدرع الأمامي في دبابة سنتوريون. ونتيجة لذلك، فبالإضافة إلى التفوق العددي، حظيت الدبابات الإسرائيلية بمدى مؤثر أكبر من خصومها.
قائمة الوحدات المشتركة في المعركة:
القوات الإسرائيلية:
- 1 كتيبة استطلاع آلية
- اللواء 14 مدرع (إسرائيل) (بدبابات سوبر شيرمان)
- 1 كتيبة دبابات مستقلة (بدبابات سنتوريون)
- 1 لواء مشاة
- 1 لواء سلاح مظلات
- 6 كتائب مدفعية (مدافع هاوتزر عيار 105 ملم و155 ملم)
- 1 كتيبة مهندسين

القوات المصرية:
- الفرقة الثانية مشاة
  - |لواء المشاة 12
    - كتائب المشاة 37 و38 و39

  - لواء المدفعية 51
    - كتائب المدفعية 330 و332 و334

  - 2 سرية مضادة للطائرات
  - 1 سرية صواريخ مضادة للدبابات

ملحق باللواء 12
- فوج الدبابات السادس (66 دبابة تي 34/85)
  - كتيبة الدبابات 288
  - كتيبة الدبابات ؟
- 1 كتيبة مضادة للدبابات آلية (22 دبابة إس يو-100)
- كتيبة المشاة 352
- كتيبة المدفعية 299
- كتيبة المدفعية المتوسطة 336

ملاحظات
- تكون فوج الدبابات المصرية من كتيبتي دبابات.
- بلغ إجمالي حجم المدفعية المصرية 70 قطعة مدفعية عيار 122 ملم و152 ملم.

## الدفاعات المصرية
نظم الدفاع المصري كما يلي: جهزت الفرقة الثانية مشاة الدفاعات في المنطقة الواقعة بين أبو عجيلة والقصيمة، وتمركز الدفاع في منطقة هضبة أم كاتف - سد الروافعة مع دفاع لواء المشاة 12 عن أم كاتف ولواء المشاة 10 عن القصيمة. وشكلت أم كاتف موقعًا جيدًا؛ حيث كانت تحدها من الشمال منطقة كثبان رملية وجبال صخرية من الجنوب. وفوق هذه الهضبة، أقام المصريون ثلاثة خنادق متوازية يبلغ طول كل منها خمسة كيلومترات، يدعمها ملاجئ أسمنتية. ويدافع عن كل خندق كتيبة مشاة، بالإضافة إلى تعزيز الخندق الأمامي بسرب من الدبابات المتخفية. وفي الخلف، كانت هناك كتيبتي مدفعية مساندتين (الكتيبة 330 و334) وخلفهما كتيبة الدبابات 288 محدثة توازن ومستعدة لشن هجوم مضاد. وفي الشمال، أغلقت كتيبة المشاة 38 وكتيبة المدفعية 299 وسرية مضادة للدبابات تضم عشر دبابات إس يو-100 طريق باطور في الموقع 181. وكانت تهدف هذه القوات إلى حماية جناح الجيش من الموقع الرئيسي إلى المنطقة الجنوبية الشرقية.
على بُعد خمسة كيلومترات غرب محيط هضبة أم كاتف كان يقع سد الروافعة. وتحصنت في هذا المكان كتيبة المشاة 352 وكتائب المدفعية 332 و336. وعلى بُعد خمسة كيلومترات شمال غرب أبو عجيلة في المركز اللوجيستي والجيد في أولاد علي، تمركز توازن فوج الدبابات السادس (1 كتيبة دبابات) لمنع قوات العدو من القدوم من المنطقة الشمالية الشرقية أو مواجهة مواقع اللواء 12 في المنطقة الشرقية أو الجنوبية الشرقية.
كان يوجد في المنطقة الشرقية أمام مواقع اللواء 12 فوق قمة أم طرفة نقطة عسكرية مجهزة بسرية مشاة من الكتيبة 38 وسرب دبابات من الكتيبة 288 ومدفعين عديمي الارتداد من نوع بي-10. وفي الموقع 239، كان يوجد في جنوب أم طرفة فصيل من كتيبة المشاة 37 مع مدفعين عديمي الارتداد من نوع بي-10 وسلاحين مضادين للدبابات. وفي أقصى الشرق بتارات أم باسيس بالقرب من الحدود الإسرائيلية تمركزت كتيبة الاستطلاع الثانية التي كانت مهمتها الإنذار عند وقوع أي هجوم إسرائيلي.

## المعركة
استندت خطة الهجوم الإسرائيلية على معلومات استخباراتية حصلت عليها قبل يومين من بدء الحرب، والتي أشارت إلى أن منطقة أم كاتف تحميها كتيبة مشاة واحدة. وبناءً على هذه المعلومات، خطط الإسرائيليون لشن هجوم أمامي بكتيبة الدبابات المستقلة المعززة. وبعد القصف الجوي، بدأت كتيبة الدبابات هجومها على أم كاتف في الخامس من يونيو الساعة 8:15 صباحًا. ومع ذلك، توقف الهجوم نتيجة مقاومة تشكيل مصري غير معروف وحقل ألغام غير معلوم؛ مما تسبب في خسارة إسرائيل سبع دبابات سنتوريون. ووردت أوامر جديدة من كتيبة الدبابات المستقلة بوقف الهجوم وشن الهجوم من الشمال من خلال الكثبان الرملية. الآن، تلقى اللواء 14 مدرع (كتيبتان من دبابات سوبر شيرمان وكتيبتا مشاة مدرعة في عربات نصف مجنزرة) أوامر بشن هجوم أمامي من الجنوب. وبعد قصف جوي قصير، بدأ هذا الهجوم الساعة 12:30، ولكنه أُجبر على التوقف أيضًا.
بعد معرفة قوة الجيش المصري ومواقعه، قام الجنرال شارون بتغيير خططه. وصدرت أوامر إلى كتيبة الدبابات المستقلة بالتوغل في الكثبان الرملية خلف آثار جمل ومهاجمة الجيش المصري في سد الروافعة. وفي الوقت نفسه، سيهاجم اللواء 14 مدرع من ناحية الشرق. ومع ذلك، قبل حدوث ذلك، ينبغي السيطرة على منطقة أم كاتف، وهي مهمة أسندت إلى لواء مشاة شارون الذي ما زال احتياطيًا حتى الآن. وكان المقرر شن هجوم المشاة هذا تحت ستر الظلام عقب اقتراب ثانوي من منطقة أم كاتف عن طريق الكثبان الرملية. وفي هذه الأثناء، سيقدم الجيش الإسرائيلي الدعم وستستخدم كل المدفعية الإسرائيلية لمساندة هذا الهجوم. وكان معنى ذلك أنه لن يكون هناك نيران إخماد على المدفعية المصرية؛ مما يجعل المشاة الإسرائيلية مستهدفة للغاية. وتقرر شل حركة المدفعية المصرية قبل الهجوم باستخدام لواء سلاح المظلات. ومع ذلك، مع توفر ست طائرات هليكوبتر فقط، فهذا معناه إمكانية استخدام وحدات محدودة فقط. وفي هذه الأثناء، اشتبكت كتيبة الدبابات المستقلة مع المدافعين المصريين في الكثبان الرملية في الساعة الرابعة صباحًا واستطاعت مواصلة تقدمها إلى مواقعها بالقرب من أبو عجيلة وسد الروافعة في الساعة السادسة. ووصل لواء المشاة إلى موقعه حوالي الساعة الحادية عشر، بينما نجح سلاح المظلات، بعدما اكتشفته المدفعية المصرية وأطلقت النيران عليه، في الوصول إلى مواقع الهجوم الساعة الحادية عشر.
بدأ الهجوم يوم 5 يونيو الساعة الثانية عشر، بعدما تعرضت المدفعية الإسرائيلية لإطلاق النيران من الساعة 11:30 إلى الساعة الثانية عشر مع تحرك الدبابات الإسرائيلية إلى مواقعها تحت قصف المدفعية. وبعد قتال عنيف، اخترقت كتائب المدفعية الإسرائيلية الخنادق في أم كاتف وتمكنت من إخلاء ثلثها بحلول الساعة 2:30. الآن، بدأ المهندسون في إزالة حقل الألغام الذي أكتمل الساعة الرابعة، وهكذا استطاع اللواء 14 مدرع التقدم إلى سد الروافعة. وفي الساعة السابعة، بدأت القوات الإسرائيلية في مهاجمة كتائب الدبابات المصرية والكتائب المضادة للدبابات من الجانبين، مع إحاطة دبابات سنتوريون من اللواء 14 من الشرق ودبابات سوبر شيرمان من الغرب. وبعد ثلاث ساعات من القتال المتواصل، كانت الوحدات المصرية قد دمرت وبعدها تم التخلص من بقايا اللواء 12 المصري. وبحلول الساعة الثانية عشر، كان ملتقى الطرق في منطقة أبو عجيلة تحت سيطرة القوات الإسرائيلية والطريق إلى سيناء مفتوحًا. وانتهت المعركة بسقوط 40 قتيلاً في المعركة وتدمير 19 دبابة للجانب الإسرائيلي، بينما سقط 4000 قتيل في المعركة ودمرت 40 دبابة للجانب المصري.

## التداعيات
كان الانتصار في أبو عجيلة يعني فتح الطريق إلى وسط سيناء أمام الإسرائيلين، وخصوصًا شارون وقواته. ومع ذلك، لم تتعرض العديد من الوحدات المصرية للأذى وكان بإمكانها محاولة منع القوات الإسرائيلية من الوصول إلى قناة السويس. ولكن، عندما علم وزير الدفاع المصري، المشير عبد الحكيم عامر بخبر سقوط أبو عجيلة، أصيب بالذعر وأمر جميع الوحدات في سيناء بالانسحاب إلى الضفة الغربية لقناة السويس في خلال يوم واحد. ولم تكن هناك خطة للانسحاب، وبالتالي، تركت الوحدات معداتها الثقيلة، حتى أنها أحيانًا تجاوزت قادتها. وهو ما أدى إلى تقدم القوات الإسرائيلية لاحتلال المواقع المتروكة والاستيلاء على كميات كبيرة من الأسلحة التي تركتها القوات المصرية. وفي الواقع، صدور هذا الأمر كان معناه هزيمة مصر. وبحلول 8 يونيو 1967، كانت القوات الإسرائيلية قد أحتلت معظم منطقة سيناء.

## وصلات خارجية
- المفتاح إلى سيناء، معارك أبو عجيلة في الحروب بين العرب وإسرائيل في 1956 و1967 (Key to the Sinai, The Battles for Abu-Ageila in the 1956 and 1967 Arab-Israeli Wars)
  - Contents and Introduction نسخة محفوظة 27 مارس 2009 على موقع واي باك مشين.
  - Chapter 3: Toward the 1967 War نسخة محفوظة 27 فبراير 2008 على موقع واي باك مشين. خرائط ميدان المعركة والاستعدادات وحصر الوحدات المصرية.
  - Chapter 4: The Battle of Abu-Ageila نسخة محفوظة 27 مارس 2009 على موقع واي باك مشين.
  - Chapter 5: Conclusions نسخة محفوظة 27 مارس 2009 على موقع واي باك مشين.
  - ملاحظات نسخة محفوظة 27 فبراير 2008 على موقع واي باك مشين.